# Шьонхаузен
 Тази статия е за селището в Германия.  За двореца в Берлин вижте Шьонхаузен (дворец).  
Шьонхаузен (на немски: Schönhausen) е селище в Източна Германия, в окръг Щендал на провинция Саксония-Анхалт. Разположено е източно от река Елба, на 70 km северно от Магдебург. Основано е в началото на 13 век от епископите на Хафелберг и остава тяхно владение до Реформацията, когато е секуларизирано от курфюрстите на Бранденбург, а от 1562 година е владение на рода Бисмарк. Населението му е 2117 души (по приблизителна оценка от декември 2017 г.).

## Известни личности
Родени в Шьонхаузен
- Ото фон Бисмарк (1815 – 1898), канцлер на Германия, и неговият внук
- Ото фон Бисмарк (1897 – 1975), политик